# Alcanos de Colombia
Alcanos de Colombia S.A. E.S.P. es una empresa comercializadora y distribuidora del mercado del gas natural residencial
La empresa opera en la región central de Colombia y atienda a más de un millones de usuarios.

## Historia
Fue fundada en 1977 como Alcanos del Huila Ltda. por la Gobernación del Huila, con ayuda técnica de Ecopetrol.
En 1999 se modifica la denominación de la Compañía, quedando como Alcanos de Colombia S.A. E.S.P.
En 2023 fue sancionada por la Superintendencia de servicios, por valor de 1.800 millones de pesos, tras “comprobar varios incumplimientos de la regulación del servicio público de gas natural en el país”.

## Área de operación
Opera en los departamentos de Tolima, Huila, Caquetá, Cauca y la ciudad de Puerto Boyacá. Además de algunas ciudades de Cundinamarca, Caldas y Nariño.